# Édouard Champion
Édouard Champion, né le 10 octobre 1882 dans le 6e arrondissement de Paris et mort le 27 février 1938, dans le 16e arrondissement de Paris, est un éditeur-libraire et écrivain français installé à Paris.

## Biographie

### Enfance et formation
Édouard Jean Marie Champion naît le 10 octobre 1882 dans le 6e arrondissement de Paris, du mariage d'Honoré Champion, libraire et éditeur, et d'Émelie Antoinette Gérard. Il a un frère aîné, Pierre Champion, historien.

### Vie de famille
Le 13 novembre 1915 à la mairie de 16e arrondissement de Paris, Édouard Champion épouse Julia Hunt, née à Nice le 26 mars 1876, fille de Moore Furman Hunt et de Julia Gould. Les mariés ont pour témoins, Élisabeth de Clermont-Tonnerre, Louis Barthou, ancien président du Conseil des ministres, W. Graves Sharp, ambassadeur des États-Unis et H. Herman Hargis, banquier.
Leur fille Marie-Louise, née le 23 août 1916 dans le 16e arrondissement de Paris, épouse le 2 juin 1936 dans le même arrondissement, Jean Ferdinand Loubet, sans profession, né le 1er janvier 1914 à Bidos (Pyrénées-Atlantiques),.
Édouard Champion, mobilisé au cours de la Première Guerre mondiale, est affecté à la 22e section de commis et ouvriers militaires d’administration (C.O.A.) et rejoint ensuite le 26e bataillon de chasseurs à pied en tant que lieutenant de réserve. Il effectue ce service successivement en France et au Maroc, et en sort sous-lieutenant. Il est promu au grade de capitaine de réserve le 25 décembre 1929.
Le 19 novembre 1924, sa grand-mère Mme John Munroe meurt au domicile familial situé au 31, avenue Pierre-Ier-de-Serbie dans le 16e arrondissement de Paris. En 1930, sa résidence principale est mentionnée à cette adresse. Alors que précédemment en 1927, il est domicilié aux nos 5 et 7 quai Malaquais Paris 6e.

### Parcours professionnel
À la mort de son père, Honoré Champion, en 1913, Édouard Champion prend la direction de la maison d'édition. Cette dernière est célèbre dans le monde entier par ses ouvrages d'érudition, intéressant notamment le Moyen Âge et la Renaissance. La librairie, située sur le quai Malaquais (Paris 6e), qui était le musée de tout ce qu'une édition peut compter de rare, était le rendez-vous des académiciens. Un grand portrait de l'écrivain Gaston Bergeret accueillait le visiteur, dès la porte franchie.
Édouard est membre de la Société des gens de lettres en 1916, membre du comité de la « Société des textes français modernes » et membre du Comité d'histoire littéraire de France. Il est le président du cercle des Escholiers.
Il cède sa librairie après la Première Guerre mondiale et se consacre à l'enrichissement de sa fameuse collection de documents et de manuscrits et surtout à l'historiographie de la Comédie-Française.
Appelé à l'université Harvard, aux États-Unis, pour une série de leçons, il étend cette mission à toute l'Amérique du Nord en prononçant, notamment aux États-Unis et avec succès, en 120 jours, 102 conférences dans 69 villes, collèges et universités. À son retour en France, il est félicité par le président du Conseil. Il publie dans la Revue des Deux Mondes du 15 mai et du 1er juin 1927 « Le Livre aux États-Unis ». Il est décoré de la croix de guerre 1914-1918, avec étoile de bronze et étoile d'argent,.
Le 28 juin 1920, il prononce un discours lors de l'inauguration de la statue de Stendhal au Jardin du Luxembourg, en présence de Raymond Poincaré.
Il est historiographe de la Comédie-Française, et prend en 1927 la succession du répertoire d'Alexandre Joannidès qui, de 1680 à 1938, est le mémorial quotidien de ceux qui s'intéressent à la Comédie-Française. Il écrit : « J'ai surtout voulu travailler pour l'avenir, en donnant aux historiens du XXIe siècle une image aussi exacte que possible de la maison de Molière ».
Il a une des plus belles bibliothèques de Paris, et possède non seulement des livres magnifiques, mais aussi une riche collection de manuscrits précieux, dont l'exemplaire du Rouge et le Noir interfolié avec des notes manuscrites de Stendhal. Il publie un monumental catalogue de la librairie française et édite les œuvres complètes de Stendhal, Gérard de Nerval et Prosper Mérimée. On lui doit aussi des travaux sur Chateaubriand, Baudelaire, Stendhal et Ménard pour lesquels il nourrit un culte fervent. Il crée la collection « Les Amis d'Édouard sont les plus aimables amis du monde », composée de 166 brochures, la première signée Maurice Barrès et la dernière Henri Massis, et dont les exemplaires, devenus rarissimes, sont très recherchés des bibliophiles. Il révèle « l'itinéraire de Paris à Jérusalem » de Julien, le valet de chambre de Chateaubriand, dont il édite la correspondance.

### Son histoire au Touquet-Paris-Plage
Édouard Champion est premier adjoint au maire du Touquet-Paris-Plage pendant les mandatures de Léon Soucaret puis de Jules Pouget.
Il est élu membre titulaire de la Société académique du Touquet-Paris-Plage le 18 août 1930.
En 1930, il a, pour résidence secondaire, la villa Golf Cottage, avenue du Golf, au Touquet-Paris-Plage.

Le musée du Touquet-Paris-Plage est inauguré le 9 juillet 1932, dans l'hôtel de ville, et Édouard Champion en est le premier conservateur. Devant un parterre de personnalités comme Maurice Ravel, Serge Lifar, Henri Le Sidaner, le prince de Monaco, quelques ministres et secrétaires d'État, des membres très en vue de la Jet-Set de l'époque et même Miss Europe 1932, il prononce le discours suivant : 

« Monsieur le Maire, Mesdames, Messieurs,
Vous venez de visiter et d'admirer la superbe et complète exposition de toutes les affiches illustrées concernant Paris-Plage et le Touquet-Paris-Plage, éditées depuis cinquante ans. Cette incomparable collection a été réunie par notre société académique, qui en a fait don à la ville.
Il n'a guère que le mérite de l'improvisation, ayant été réalisé en six jours (deux fois trois…) mais comme il va vous paraître incomplet, surtout après la substantielle conférence de notre éminent collègue Maurice Garet !
Il prouve, du moins, qu'on peut réussir avec le temps et la générosité des donateurs et prêteurs et surtout avec le concours d'une société académique comme la notre.
Je tiens à les remercier, et d'abord vous-même, Monsieur le Maire et madame Soucaret, M. Lévêque, M. Tourneur, mes collègues MM Dessouliers et Sainsard, MM le Camus de Wailly, Quételart, Hoyez, Drobecq, Bérard, qui joignent l'amabilité au talent, et encore tant d'autres, enfin je remercie en bloc les plus humbles comme les plus élevés ».

Il se dépense sans compter pour faire connaître Le Touquet et y faire venir un grand nombre de journalistes et de personnalités, tels que Joséphine Baker, Tristan Bernard, Henry Bordeaux, Sacha Guitry, Philippe Hériat, Gaston Leroux, Serge Lifar, Somerset Maugham, Mistinguett, Paul Morand et Yvonne Printemps.
On peut le voir, au Touquet, sur deux photos appartenant au musée du Touquet-Paris-Plage, la première avec Henry Bordeaux et la seconde avec Tristan Bernard et Mme Bonaventure, de la librairie rue de Paris.
Il rédige en 1935 la plaquette Les Phares du Touquet au siècle dernier.
Les collections du musée sont mises à l'abri durant la guerre puis il est rouvert en 1963, toujours à l'hôtel de ville. En 1989, le musée déménage à la villa Way Side, construite en 1930 sur les plans de l'architecte Henri-Léon Bloch. Cette villa avait été transformée en maison de retraite pour médecins. Elle est, depuis 1991, le siège du musée du Touquet-Paris-Plage, baptisé « Musée Édouard Champion ».

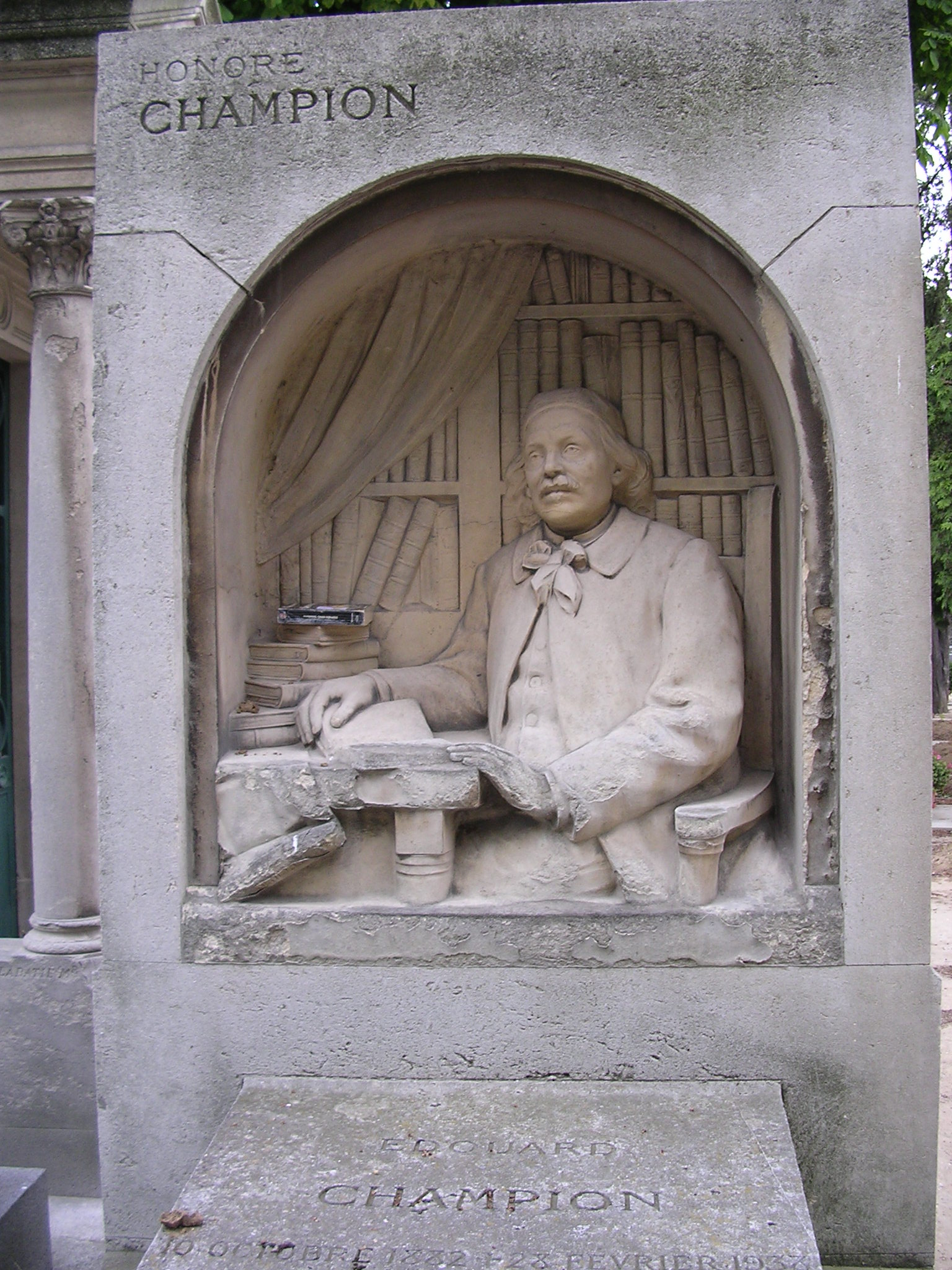
La sépulture familiale.

### Mort
Édouard Champion meurt le 27 février 1938 dans le 16e arrondissement de Paris, à l'âge de 55 ans,. Les obsèques ont lieu en l'église Saint-Pierre-de-Chaillot. Après la cérémonie, des discours sont prononcés, sous le péristyle de l'église, par Jean Tharaud, Henry Malherbe, le docteur Jules Pouget, maire du Touquet-Paris-Plage et Édouard Bourdet.
Il est inhumé le 3 mars 1938 au cimetière du Montparnasse.
À sa mort, Édouard Champion lègue sa collection de tableaux au musée du Touquet qu'il avait fondé.

## Distinctions

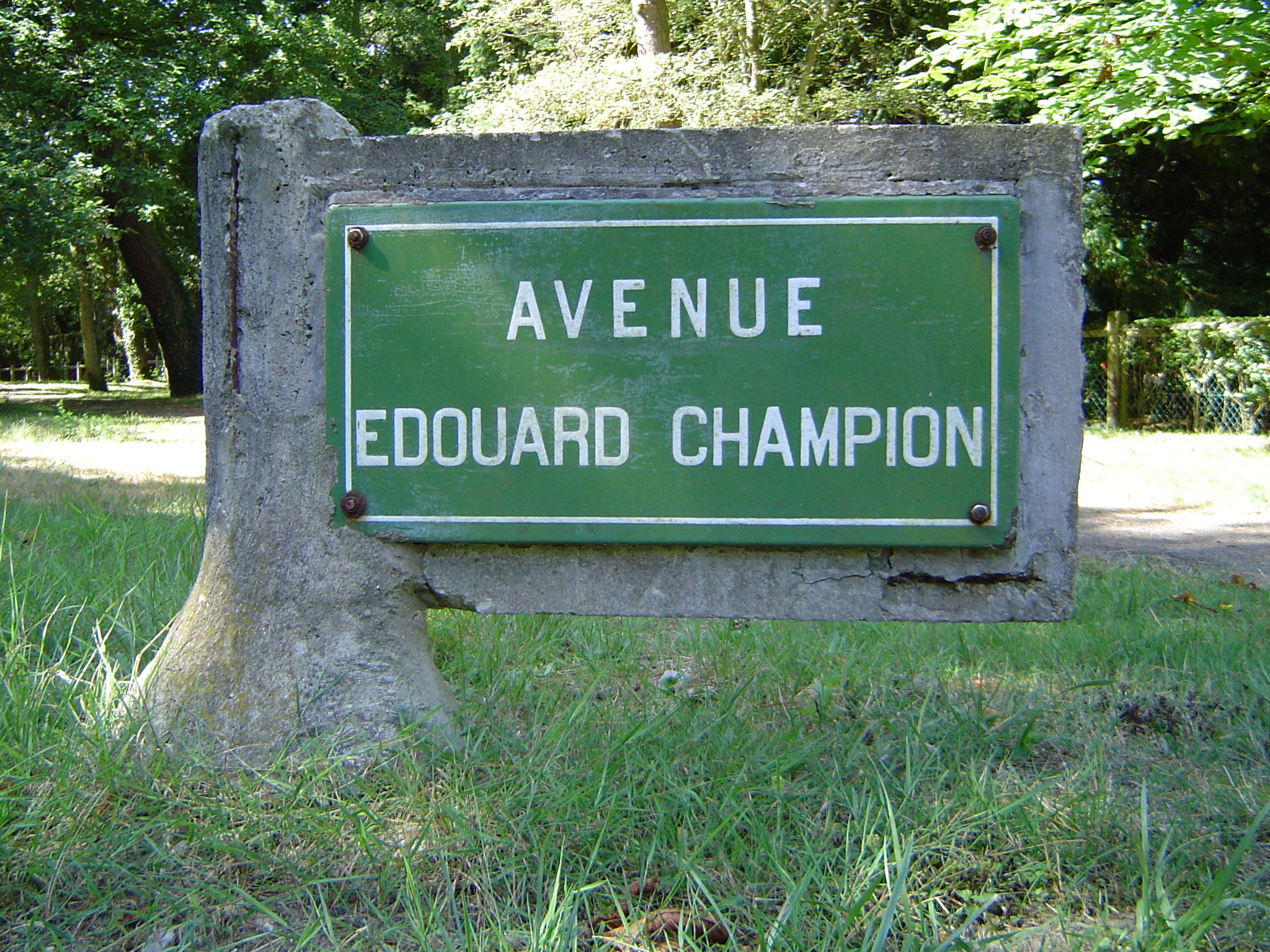

Édouard Champion est nommé chevalier dans l'ordre national de la Légion d'honneur le 28 mars 1922 puis promu au grade d'officier le 4 octobre 1927.
Il est cité, à l'ordre de la division le 7 juin 1916 et à l'ordre du bataillon le 30 juillet 1916,.

## Hommage
La municipalité du Touquet-Paris-Plage lui rend hommage en donnant son nom à l'allée Édouard Champion.

## Publications
Édouard Champion est l'auteur de 36 ouvrages, dont :
- Retour d'Amérique  (préf. M. P. Peixotto), Abbeville / Paris, impr. F. Paillart / Champion, coll. « Les Amis d'Édouard no 113 », 1927, 61 p., in-16° (OCLC 491933539, BNF 31926380, SUDOC 06526956X, présentation en ligne).
- La Comédie-Française. 1er janvier 1927 - 31 décembre 1932 : année 1936  (ill. Jacques Beltrand (1874-1977)), vol. 4 (répertoire), Paris, Stock, 1934-1937, 463, 490, 407 et 487, 26 cm (OCLC 491516212, BNF 38706586, SUDOC 066418518) [lire en ligne (Tome 1)], [lire en ligne (Tome 2)] , [lire en ligne (Tome 3)]  et [lire en ligne (Tome 4)] .
- La Comédie-Française. 1er janvier 1927 - 31 décembre 1932 : année 1933 à 34 puis 1935 à 36, vol. 4, Nogent-le-Rotrou, impr. Daupeley-Gouverneur (réimpr. 1935) (1re éd. 1934), 491 p., in-8° (OCLC 490732419, BNF 39775845, SUDOC 06316650X, présentation en ligne).
- La Comédie-Française : année 1936  (ill. Jacques Beltrand), Paris, Delamain et Boutelleau, 1937, XI-490 p., grand in-8° (BNF 31926368).
- La Comédie-Française : année 1937  (préf. Paul Vinson (critique de théâtre), ill. Jacques Beltrand), Nogent-le-Rotrou / Paris, impr. Daupley-Gouverneur / Librairie R. Munier, 1938, LXXIX-382 p., 26 cm (OCLC 490904891, BNF 31926369, SUDOC 055912052, présentation en ligne, lire en ligne).
- Chateaubriand et George Sand : une page inédite des Mémoires d'outre-tombe, Paris, René Helleu libraire-éditeur, 1937, 44 p., 12 cm (OCLC 490638529, BNF 31926365, SUDOC 04737764X, présentation en ligne).
- Champion, Michel Carlhian (1911-1977), Jean Dubar, Pierre Canivet (1890-1982) et Paul Ambroise (préf. Duc de Mouchy, ill. Ernest Kohl), Le Golf : Les ancêtres du jeu de golf, l'envers du décor et interviews, Paris, impr. Ducros et Colas / Nouvelle Édition française, 1936, 185 p., in-fol. (BNF 32046508, présentation en ligne).

## Pour approfondir

### Biographies
- Édouard Champion (1882-1938) : Nécrologie (Recueil d'articles de presse rédigés lors de sa mort), 1940, 27 p., 25 cm (BNF 42609071, lire en ligne). .
- Édouard Jean Marie Champion  (Cote : LH//478/43), Pierrefitte-sur-Seine, Archives Nationales, coll. « base Léonore, ministère français de la Culture », 1922-1938, 26 p., in-8° (présentation en ligne, lire en ligne). .